# Ariloksifenoksi-propionati
Ariloksifenoksi-propionati (engl. Aryloxyphenoxy-propionate 'FOPs') je skupina herbicida koja je derivat fenoksipropionata. Ovi herbicidi inhibiraju enzim acetilkoenzim A karboksilazu (ACCase) koji je odgovoran za sintezu malonil koenzima A i masnih kiselina zbog čega dolazi do sprječavanja tvorbe lipida koji su biljci neophodni za izgradnju staničnih membrana. Na osnovu navedenog mehanizma djelovanja ovi herbicidi su razvrstani u HRAC grupu A. Predstavljaju važnu skupinu visoko selektivnih herbicida za suzbijanje jednogodišnjih i višegodišnjih travnih korova u širokolisnim kulturama ("graminicidi"). Pretpostavlja se da je tolerantnost širokolisnih biljaka za ovu grupu herbicida rezultat neznatnih razlika u samoj strukturi navedenog enzima.
Herbicidi iz ove skupine se primjenjuju nakon nicanja biljke i korova. Rabe se u relativno niskim količinama po jedinici površine. Visoko su selektivni i vrlo male toksičnosti. Svojom pojavom znatno su unaprijedili kemijsku borbu protiv travnatih korova u dikotilednim kulturama. U ovu skupinu herbicida pripadaju ariloksifenoksi-propionati: Fluazifop – P, Kizalofop-P-etil, Propakizafop i Fenoksaprop.